# JUNI
JUNI（ジュニ）は、宮城県のフジテレビ（FNN・FNS）系列の放送局・仙台放送（OX）のマスコットキャラである。

## 概要
OXの開局40周年を記念して2002年から登場した。2003年からは局のオープニングとクロージングにてショートストーリーを展開するようになった（後述）。このショートストーリーはOXの公式サイトで公開されている。

## プロフィール
- 宇宙のはるか彼方にある星の出身で、年齢は人間に換算して9歳。性格は好奇心旺盛でとても明るいが、のんびり屋で慎重派。大人に憧れている一面もあり、自分も大人の男になってきていると少し勘違いしている。ファッションに関しては人一倍敏感である。F1[1]にも興味を持っているようだ。
- 「JUNI」の名前は、OXの親局のアナログチャンネル番号（JOOX-TV）「12」から由来する。なお、地上デジタル放送のリモコンキーIDはOXのキー局であるフジテレビと同じく「8」（JOOX-DTV[2]）を使用しているため、2011年7月24日にアナログテレビ放送が終了[3]するまでの間、JUNIの去就が注目されたが、地デジ完全移行後も続けて使われている。なお、地上デジタル放送開始後はJUNIに追加装甲を付けた「デジタルJUNI」が登場した。

## JUNI絵本
OX公式サイトにてJUNIのサイトが開設されている。その中に「JUNI絵本」というFlashを使用したコンテンツが開設されている。
これは同局アナログ放送において局名告知の映像として、オープニング（放送開始）では1・3話が、クロージング（放送終了）では2・4・5話がそれぞれ使われた。実際は7話まであるが、6話以降は採用されなかった。

## ジュニ体操
- ジュニ体操を参照。